# Freddy vs. Jason
Freddy vs. Jason è un film del 2003 diretto da Ronny Yu.
La pellicola è sia un crossover tra il franchise di Nightmare (ideato da Wes Craven con Robert Englund) e il franchise di Venerdì 13 (ideato da Sean S. Cunningham con Ken Kirzinger) che un midquel delle due serie che si colloca dopo gli eventi narrati in Nightmare 6 - La fine (1991) e in Jason va all'inferno (1993) e prima degli eventi narrati in Nightmare - Nuovo incubo (1994) e in Jason X (2001).
Il crossover era stato anticipato nel finale del film Jason va all'inferno (1993), dove si vede il guanto artigliato di Freddy Krueger trascinare sottoterra la maschera di Jason, appena relegato all'inferno dopo la sua sconfitta.

## Trama
2003. Quattro anni dopo l'uccisione di Freddy Krueger per mano di sua figlia Maggie a Springwood (Ohio) e un mese dopo la sconfitta di Jason Voorhees ad opera di sua nipote Jessica al Camp Crystal Lake (New Jersey), Freddy, bloccato all'inferno perché dimenticato dagli abitanti di Springwood, decide di servirsi di Jason, appena finito anche lui all'Inferno, per far tornare la paura che alimenta i suoi poteri. È così che Freddy, assunte le sembianze di Pamela Voorhees, la madre di Jason, appare in sogno a Jason e gli ordina di andare a Springwood e scatenare il panico poi, grazie ai suoi poteri, lo riporta in vita. In Springwood (Ohio), lo spietato assassino di Crystal Lake giunge alla casa al n° 1428 di Elm Street, ora abitata dalla giovane Lori Campbell (che non sa che fu Freddy, quattro anni prima, a uccidere sua madre nel sonno) e suo padre, e uccide brutalmente Trey, amico di Lori, infilzandolo più volte col suo machete per poi spezzarlo in due piegando il letto. Il luogo e l'efferatezza dell'omicidio inducono la polizia a sospettare che il responsabile sia Freddy Krueger ma quando Blake, altro amico di Lori, sfugge a Freddy in un incubo - l'essere è ancora troppo debole - per poi venir ucciso insieme a suo padre da Jason, la polizia conclude che l'assassino sia Blake che poi si è suicidato.
Sentita la notizia degli omicidi a Elm Street al telegiornale, Will Rollins, ex fidanzato di Lori rinchiuso all'ospedale psichiatrico Westin Hills Mental Institution e sotto Hypnocil per sopprimere i sogni, evade insieme all'amico Mark Davis, anche lui ex residente di Springwood, e corre da Lori per metterla in guardia da Freddy, scoprendo, però, che lui e Mark sono stati rinchiusi perché parte del piano per far dimenticare Freddy alla popolazione e, così, evitare il suo ritorno. La sera, Lori e gli amici Kia, Gibb, Linderman e Freeburg, vanno a un rave party, durante il quale Gibb si addormenta ubriaca finendo in un incubo di Freddy ma, prima di poter essere attaccata da lui, viene uccisa con tubo di ferro Jason che poi uccide anche altri ragazzi. Freddy, resosi furiosamente conto che Jason, continuando ad uccidere, gli sta rubando le anime che gli servono per tornare, tortura e uccide Mark dandogli fuoco, squarciandogli il volto con il suo guanto e, infine, scrivergli sulla sua schiena che è tornato.
Colpito dagli avvenimenti, il giovane vicesceriffo Stubbs decide di aiutare Lori e, insieme, comprendono il piano del malvagio demone dei sogni: ridar vita alla paura nei suoi confronti e resuscitare. È così che il gruppo si reca al Westin Hills Mental Institution per recuperare dell'Hypnocil però, mentre Jason, fatta irruzione nell'ospedale, uccide Stubbs folgorandolo, Freddy, impossessatosi di Freeburg, gli fa distruggere le scorte del farmaco e poi gli fa iniettare un potentissimo narcotico a Jason che perde i sensi ma non prima di aver ucciso Freeburg. Decisi a far scontrare Jason e Freddy nel mondo reale in modo da farli eliminare a vicenda, Lori e i suoi amici legano Jason, lo caricato sul furgoncino del fratello maggiore di Mark (ucciso quattro anni prima da Freddy nella vasca dal bagno ma fatto passare per suicidato) e si dirigono a Camp Crystal Lake, supponendo che Jason avrà un vantaggio giocando in casa. Camp Crystal Lake (New Jersey). In realtà Jason, dopo aver ucciso Linderman, rimane paralizzato alla vista dell'acqua permettendo così a Freddy di insinuarsi nel suo sogno e fargli rivivere il suo annegamento avvenuto da bambino. È così che Lori decide di addormentarsi, raggiungere Freddy e Jason, mettere in salvo quest'ultimo e portare Freddy nel mondo reale dove, Jason, risvegliatosi prima che Freddy possa attaccare Lori, si mette ad attaccare con Freddy, scatenando in un combattimento finale tra i due famigerati assassini. Dopo aver ucciso Kia col machete, Jason raggiunge Freddy sul molto del lago e gli stacca il guanto artigliato mentre Lori e Will bagnano il molo col carburante e lo incendiano con del propano facendolo esplodere e, così, facendo saltare in aria Freddy e Jason. Proprio quando Lori e Will credono di averli sconfitti, Freddy riemerge dal lago tentando di ucciderli col machete di Jason ma, poco dopo, anche Jason riemerge e trapassa il torace di Freddy col suo guanto per poi cadere stremato nel lago mentre Lori, raccolto il machete, decapita Freddy per poi allontanarsi con Will. 
Il mattino dopo. Jason riemerge dalle acque del Crystal Lake con in mano la testa mozzata di Freddy che però gli fa l'occhiolino agli spettatori, ridendo maleficamente.

## Produzione
Il film è prodotto da Robert Shaye della New Line Cinema.
L'idea su un film basato sullo scontro tra Freddy e Jason venne presa in considerazione dopo la distribuzione del terzo capitolo di Nightmare e del sesto capitolo di Venerdì 13, tuttavia l'idea si rivelò irrealizzabile a causa dell'appartenenza delle serie a due case produttrici diverse - rispettivamente la New Line Cinema e la Paramount Pictures - ma, dopo lo scarso successo di Venerdì 13 parte VII - Il sangue scorre di nuovo e di Venerdì 13 parte VIII - Incubo a Manhattan, la Paramount cedette i diritti di Venerdì 13 alla New Line che poté così mettere le basi per il crossover nel finale del film Jason va all'inferno (1993), dove si vede il guanto artigliato di Freddy trascinare sottoterra la maschera di Jason, appena relegato all'inferno dopo la sua sconfitta.
La sceneggiatura, dato che si era iniziato a sviluppare l'idea di questo film già da metà degli anni '80, ha subito un incredibile numero di riscritture e correzioni. Una delle proposte degli sceneggiatori era di collegare le storie dei due mostri in questo modo: si sarebbe dovuto scoprire che Freddy era uno degli inservienti del campeggio di Crystal Lake, il quale aveva abusato di Jason da bambino e lo aveva fatto annegare nelle acque del lago perché non si venisse a scoprire quello che aveva fatto. All'inizio del film, mentre Freddy fa il suo monologo, si vedono spezzoni presi da tutti i film della serie di Nightmare (eccetto Nightmare - Nuovo incubo, non in continuità con il resto della serie). A quanto riferisce lo sceneggiatore Mark Swift, il produttore Robert Shaye era più interessato a Freddy, tanto che eliminò parecchie sequenze incentrate su Jason e sul Crystal Lake.
Il wrestler Rey Mysterio ha avuto una piccola parte nel film, facendo da controfigura di Freddy in una scena. Tra i personaggi del film è presente anche il fratello di un ragazzo ucciso da Freddy Krueger in Nightmare 3 - I guerrieri del sogno. La clinica psichiatrica in cui vengono messi in quarantena i ragazzi è la stessa in cui si svolgono gli eventi di Nightmare 3 e in cui venne "concepito" Freddy.
Robert Englund disse che la maschera di Freddy questa volta era così spessa che non gli faceva neppure sentire il calore nelle scene col fuoco, ma quando si dovette togliere il make-up questo si era letteralmente attaccato ad un lato del suo viso. Mentre filmavano una delle scene finali di lotta con Freddy contro Jason, Ken Kirzinger finì davvero nel fuoco ma, grazie alla sua esperienza ventennale di stuntman, rimase calmo mentre i membri della crew lo soccorrevano con gli estintori. 

### Scene eliminate
Il finale del film è stata la parte più controversa da sistemare, perché gli sceneggiatori che si sono succeduti non sono riusciti a trovare un finale che soddisfacesse sia i fan di Freddy sia quelli di Jason. 

Tra le proposte scartate:
- Freddy e Jason finiscono all'Inferno e sono costretti a combattersi per l'eternità in un'arena sotto gli occhi di Satana e di migliaia di anime dannate.
- Mentre Freddy e Jason lottano per non sprofondare nel lago, una mano gigantesca emerge dalle acque e li trascina nell'Inferno.
- Jason e Freddy si affrontano in un luogo buio e a un certo punto vengono trafitti dalle catene di Pinhead, personaggio simbolo della serie di film Hellraiser, che sarebbe apparso dicendo: «Ditemi signori, qual è il problema?», ma questo finale fu scartato perché apparteneva a un'altra casa cinematografica, la New World Pictures, e i diritti sarebbero costati troppo[1].
- Due mesi dopo la morte di Freddy e Jason, Lori e Will finiscono a letto e quest'ultimo si trasforma in Freddy e la uccide: il finale venne girato, ma poi fu rimpiazzato con quello attuale perché giudicato confuso e troppo stupido. Lo si può vedere negli extra dell'edizione in DVD del film.

## Distribuzione

### Divieti
Negli USA è stata distribuita nelle sale statunitensi il 15 agosto 2003, classificato come Rated-"R", cioè Vietato ai minori di 17 anni "per violenza brutale, immagini raccapriccianti, sessualità, uso di droghe e linguaggio"; mentre in Italia è stata distribuita nelle sale italiane il 10 ottobre 2003 con la classificazione di età VM14.

### Edizioni home video
Il film è stato distribuito in Italia in DVD da Mediafilm in due differenti edizioni: a disco singolo e a disco doppio (esclusiva per il noleggio). L’edizione a disco singolo ha come contenuti extra "Salta a una Morte" e un commento audio, mentre quella a due dischi contiene anche Making Of, Finali Alternativi e Scene Tagliate.
L'edizione Blu-Ray Disc, sempre distribuita sempre da Mediafilm, contiene qualche extra in più dell'edizione 2 Dischi.

## Accoglienza

### Incassi
Con un incasso mondiale di 114.908.830$ si colloca come secondo film della serie di Nightmare più proficuo di sempre.

## Altri media
- Un adattamento a romanzo del film fu scritto da Stephen Hand e pubblicato dalla Black Flame nello stesso anno di uscita del film. Il romanzo espande la storia del film con un veloce riepilogo iniziale degli eventi precedenti ad esso, citando il patto tra Freddy e i Demoni dei Sogni e mostrando la scena in cui Freddy trova Jason (ripresa dal film Jason va all'inferno), e contiene alcune differenze, come il finale alternativo - poi scartato dal montaggio finale - in cui Will si trasforma in Freddy e uccide Lori mentre è a letto con lei.
- In seguito al successo del film, sempre la Black Flame produsse una serie di romanzi narranti delle storie originali, in cui ognuna di esse rielaborava il personaggio di Freddy a modo suo: nel 2005 furono scritti Suffer the Children di David Bishop, Dreamspawn di Christa Faust e Protégé di Tim Waggoner, mentre Perchance to Dream di Natasha Rhodes e The Dream Dealers di Jeffrey Thomas furono rilasciati l'anno successivo. Questi libri non seguivano strettamente la continuity dei film - pur contenendo vari riferimenti ad essi - e risultando storie totalmente indipendenti tra di loro e dalla serie cinematografica.

## Sequel a fumetti
Dopo l'uscita del film e il suo caldo successo ottenuto al botteghino internazionale, si è parlato diverse volte della possibilità di realizzare un seguito, inserendo magari altri personaggi iconici del cinema dell'orrore, quali ad esempio Ash Williams del franchise di La casa e Michael Myers del franchise di Halloween.
Sull'inserimento di Ash si è però detto subito contrariato Sam Raimi, creatore del personaggio e della serie di cui è protagonista, mentre l'attore Bruce Campbell, interprete di Ash, ha mostrato netto interesse per l'occasione, non chiarendo tuttavia le reali intenzioni degli autori sulla sceneggiatura. A dimostrazione dell'interesse di inserire Ash, la "Dynamite Comics" pubblicò una serie a fumetti in edizione limitata chiamata Freddy vs. Jason vs. Ash, fungente da seguito del film.
Nel 2007, Robert Englund intervistato circa i propositi della New Line per il futuro del film dichiarò: